# Unihockey-Weltmeisterschaft
Die Unihockey-Weltmeisterschaft ist ein vom Unihockey-Weltverband IFF veranstaltetes Turnier zur Ermittlung des Weltmeisters der Frauen und Männer. Sie findet alle zwei Jahre statt, in den geraden Jahren für die Männer und in den ungeraden für die Frauen. Sie wurde 1996 erstmals ausgetragen und ersetzte die Unihockey-Europameisterschaft, die 1994 und 1995 zweimal durchgeführt wurde. Für Juniorinnen und Junioren wird die U-19-Unihockey-Weltmeisterschaft ausgetragen.

## Modus
Seit den Weltmeisterschaften 2010 bei den Männern bzw. 2011 bei den Frauen gilt für die Weltmeisterschaften ein neuer Modus. Während zuvor in verschiedenen Divisionen gespielt wurde, gibt es nun ein kontinentales Qualifikationssystem, das dem der Fußballweltmeisterschaften ähnelt.
Die jeweils fünf besten Teams der letzten Weltmeisterschaften, zu dem auch das Heimteam gehören sollte, qualifizieren sich direkt für die Weltmeisterschaften. Die restlichen Teams müssen ihre Teilnahme in kontinentalen Qualifikationsgruppen ausspielen.
Maßgebend für die Einteilung in die Ziehungstöpfe für die Gruppenzuteilung an der WM ist die IFF-Weltrangliste, die jeweils auf den letzten zwei Weltmeisterschaften beruht.

## Weltmeisterschaften der Männer
|    | Jahr | Gastgeber  | Ort                 | Gold     | Silber     | Bronze     |
| -- | ---- | ---------- | ------------------- | -------- | ---------- | ---------- |
| 1  | 1996 | Schweden   | Stockholm           | Schweden | Finnland   | Norwegen   |
| 2  | 1998 | Tschechien | Prag                | Schweden | Schweiz    | Finnland   |
| 3  | 2000 | Norwegen   | Oslo                | Schweden | Finnland   | Schweiz    |
| 4  | 2002 | Finnland   | Helsinki            | Schweden | Finnland   | Schweiz    |
| 5  | 2004 | Schweiz    | Zürich & Kloten     | Schweden | Tschechien | Finnland   |
| 6  | 2006 | Schweden   | Stockholm           | Schweden | Finnland   | Schweiz    |
| 7  | 2008 | Tschechien | Prag                | Finnland | Schweden   | Schweiz    |
| 8  | 2010 | Finnland   | Helsinki            | Finnland | Schweden   | Tschechien |
| 9  | 2012 | Schweiz    | Zürich & Bern       | Schweden | Finnland   | Schweiz    |
| 10 | 2014 | Schweden   | Göteborg            | Schweden | Finnland   | Tschechien |
| 11 | 2016 | Lettland   | Riga                | Finnland | Schweden   | Schweiz    |
| 12 | 2018 | Tschechien | Prag                | Finnland | Schweden   | Schweiz    |
| 13 | 2021 | Finnland   | Helsinki            | Schweden | Finnland   | Tschechien |
| 14 | 2022 | Schweiz    | Zürich & Winterthur | Schweden | Tschechien | Finnland   |
| 15 | 2024 | Schweden   | Malmö               | Finnland | Schweden   | Tschechien |
| 16 | 2026 | Finnland   | Tampere             |          |            |            |

| RF | Land       | G  | S | B |
| -- | ---------- | -- | - | - |
| 1  | Schweden   | 10 | 5 | 0 |
| 2  | Finnland   | 5  | 7 | 3 |
| 3  | Tschechien | 0  | 2 | 4 |
| 4  | Schweiz    | 0  | 1 | 7 |
| 5  | Norwegen   | 0  | 0 | 1 |

### Rekorde
(Stand: WM 2022)
Meiste Tore an einem Weltmeisterschaftsturnier
- Mathias Glass: 16 Tore in 6 Spielen (2022)
- Valtteri Viitakoski: 15 Tore (2021)
- Patrik Kareliusson: 15 Tore (2021)
- Rasmus Enström: 15 Tore (2012)

Meiste Tore und Punkte an Weltmeisterschaften
- Willy Fauskanger: 58 Tore / 88 Punkte in 10 Turnieren (1996–2014, 54 Spiele)
- Kim Nilsson: 58 Tore / 85 Punkte in 7 Turnieren (2010–2022, 42 Spiele)
- Matthias Hofbauer: 48 Tore / 97 Punkte in 10 Turnieren (2000–2018, 57 Spiele)
- Ketil Kronberg: 43 Tore / 88 Punkte in 12 Turnieren (2000–2022, 64 Spiele)

Meiste Assists und Punkte an einem Weltmeisterschaftsturnier
- Emanuel Antener: 17 Assists / 26 Punkte (2012)

Meiste Assists an Weltmeisterschaften
- Emanuel Antener: 50 Assists / 68 Punkte in 5 Turnieren (2008–2016, 30 Spiele)
- Mika Kohonen: 50 Assists / 78 Punkte in 11 Turnieren (1998–2018, 60 Spiele)

Meiste Teilnahmen und Spiele an Weltmeisterschaften
- Ketil Kronberg: 64 Spiele an 12 Turnieren (2000–2022, 88 Punkte)
- Mika Kohonen: 60 Spiele in 11 Turnieren (1998–2018, 78 Punkte)
- Matthias Hofbauer: 57 Spiele in 10 Turnieren (2000–2018, 97 Punkte)

## Weltmeisterschaften der Frauen
|    | Jahr | Gastgeber  | Ort            | Gold     | Silber   | Bronze     |
| -- | ---- | ---------- | -------------- | -------- | -------- | ---------- |
| 1  | 1997 | Finnland   | Mariehamn      | Schweden | Finnland | Norwegen   |
| 2  | 1999 | Schweden   | Borlänge       | Finnland | Schweiz  | Schweden   |
| 3  | 2001 | Lettland   | Riga           | Finnland | Schweden | Norwegen   |
| 4  | 2003 | Schweiz    | Bern           | Schweden | Schweiz  | Finnland   |
| 5  | 2005 | Singapur   | Singapur       | Schweiz  | Finnland | Schweden   |
| 6  | 2007 | Dänemark   | Frederikshavn  | Schweden | Finnland | Schweiz    |
| 7  | 2009 | Schweden   | Västerås       | Schweden | Schweiz  | Finnland   |
| 8  | 2011 | Schweiz    | St. Gallen     | Schweden | Finnland | Tschechien |
| 9  | 2013 | Tschechien | Brno & Ostrava | Schweden | Finnland | Schweiz    |
| 10 | 2015 | Finnland   | Tampere        | Schweden | Finnland | Schweiz    |
| 11 | 2017 | Slowakei   | Bratislava     | Schweden | Finnland | Schweiz    |
| 12 | 2019 | Schweiz    | Neuenburg      | Schweden | Schweiz  | Finnland   |
| 13 | 2021 | Schweden   | Uppsala        | Schweden | Finnland | Schweiz    |
| 14 | 2023 | Singapur   | Singapur       | Schweden | Finnland | Tschechien |
| 15 | 2025 | Tschechien | Brno & Ostrava |          |          |            |
| 16 | 2027 | Finnland   | Turku          |          |          |            |

| RF | Land       | G  | S | B |
| -- | ---------- | -- | - | - |
| 1  | Schweden   | 11 | 1 | 2 |
| 2  | Finnland   | 2  | 9 | 3 |
| 3  | Schweiz    | 1  | 4 | 5 |
| 4  | Norwegen   | 0  | 0 | 2 |
| 5  | Tschechien | 0  | 0 | 2 |

### Rekorde
(Stand: WM 2021)
Meiste Tore an einem Weltmeisterschaftsturnier
- Emelie Lindström: 17 Tore (2009)

Meiste Tore und Punkte an Weltmeisterschaften
- Corin Rüttimann: 56 Tore / 83 Punkte in 7 Turnieren (2009–2021, 42 Spiele)
- Cecilia Di Nardo: 54 Tore / 79 Punkte in 7 Turnieren (2009–2021, 41 Spiele)
- Emelie Wibron: 48 Tore / 84 Punkte in 6 Turnieren (2009–2021, 36 Spiele)
- Anna Wijk: 23 Tore / 88 Punkte in 6 Turnieren (2009–2019, 36 Spiele)

Meiste Punkte an einem Weltmeisterschaftsturnier
- Paulína Hudáková: 27 (2017; 12+15)

Meiste Assists an einem Weltmeisterschaftsturnier
- Anna Wijk: 20 Assists (2019)

Meiste Assists an Weltmeisterschaften
- Anna Wijk: 65 Assists / 88 Punkte in 6 Turnieren (2009–2019, 36 Spiele)

Meiste Teilnahmen und Spiele an Weltmeisterschaften
- Baiba Jurusa: 43 Spiele an 9 Turnieren (1997–2013, 28 Punkte)
- Denisa Billá: 43 Spiele an 8 Turnieren (2003–2017, 25 Punkte)